# Elena Baltachová
Elena Baltachová (ukrajinsky Оле́на Сергі́ївна Балта́ча, 14. srpna 1983 Kyjev, Sovětský svaz – 4. května 2014 Ipswich, Spojené království) byla britská profesionální tenistka. Hrála pravou rukou, bekhendem obouruč. Jejím nejvyšším umístěním na žebříčku WTA ve dvouhře bylo 49. místo (13. září 2010) a ve čtyřhře 213. místo (17. říjen 2005). Na okruhu WTA nevyhrála žádný turnaj, ale na okruhu ITF zvítězila v 11 turnajích ve dvouhře a 4 ve čtyřhře. Zemřela na rakovinu ve věku 30 let.

## Život
Narodila se v Kyjevě. Pocházela ze sportovní rodiny. Otec Sergej byl fotbalistou, matka Olga reprezentovala Sovětský svaz v pětiboji a sedmiboji. Z Kyjeva se ve věku 6 let odstěhovala do anglického Ipswiche, kde otec získal fotbalové angažmá, a po jeho dalším přestupu se po roce přesunuli do Skotska. Na konci života žila v londýnském obvodu Enfield a v Ipswichi.
V roce 2001 postoupila do semifinále juniorky Wimbledonu a o rok později vyhrála první dva tituly na okruhu ITF (v britském Felixstowe a v Pamploně) a postoupila do třetího kola Wimbledonu. Hrála tam na divokou kartu, porazila mj. Amandu Coetzerovou, ale prohrála s Jelenou Lichovcevovou. Pod vedením trenérky a bývalé britské jedničky Jo Durieové se sama stala nejlepší Britkou ve světovém žebříčku a zůstala jí s krátkými přestávkami až do roku 2012, kdy ji přeskočily mladší soupeřky. Už tehdy, v 19 letech se stala i členkou reprezentačního fedcupového týmu Velké Británie, ve kterém zůstala až do konce kariéry. Sehrála v něm celkem 28 dvouher a 21 čtyřher.
Její vzestup ale zastavily zdravotní potíže. Původně tajemná náchylnost k nákazám nakonec byla vysvětlena chronickou nemocí jater (primární sklerozující cholangitidou), která snižovala schopnosti jejího imunitního systému a která je spojená se zvýšeným rizikem vzniku rakoviny jater.
Zdravotní problémy zasáhly i její kariéru. Mezi výsledky v dalších letech vynikl postup do třetího kola na Australian Open 2005, do kterého prošla až z kvalifikace. Vyhrála několik dalších turnajů ITF, zejména třikrát v letech 2010, 2011 a 2013 zvítězila na kvalitním AEGON Championships v Nottinghamu, ale na okruhu WTA nikdy nehrála ani finále.
Do první stovky světového žebříčku se i proto prosadila až v roce 2009 a o rok později dosáhla svého vrcholu, když se posunula až na 49. místo. V letech 2009 až 2012 byla nejlepší Britkou ve světovém žebříčku nepřetržitých 132 týdnů v řadě. Navzdory zdravotním potížím, které kromě nemoci zahrnovaly i zranění, nevynechala možnost startovat na Letních olympijských hrách v Londýně, kde porazila Maďarku Ágnes Szávayovou, než prohrála ve druhém kole s Anou Ivanovićovou, hned poté .

### Život po konci kariéry
V listopadu 2013 ukončila kariéru a oznámila, že se bude věnovat práci trenérky v nové akademii, kterou v Ipswichi založila se svým dlouholetým trenérem Ninem Severinem. V prosinci 2013 se Severino stal jejím manželem.
V lednu 2014 jí ale lékaři diagnostikovali rakovinu jater, na kterou 4. května zemřela. Její památku uctily mnohé tenisové osobnosti, včetně pěti desítek tenistů, kteří na její počest drželi minutu ticha na tenisovém turnaji v Madridu. Tenisový korespondent BBC Russell Fuller při té příležitosti připomněl, že právě její výsledky ukázaly cestu nadějným Britkám, jako Lauře Robsonové nebo Heather Watsonové.

## Finálové účasti na turnajích WTA (0)
Žádného finále na WTA se neúčastnila.

## Vítězství na okruhu ITF (15)

### Dvouhra (11)
| Č.  | Datum              | Turnaj     | Dotace    | Povrch    | Soupeřka ve finále | Výsledek         |
| 1.  | 14. červenec, 2002 | Felixstowe | 25 000 $  | tráva     | Kelly Ligganová    | 4-6, 6-2, 6-3    |
| 2.  | 28. červenec, 2002 | Pamplona   | 25 000 $  | tvrdý (h) | Virginie Pichetová | 6-2, 6-1         |
| 3.  | 16. říjen, 2005    | Jersey     | 25 000 $  | tvrdý (h) | Daniela Kixová     | 6-4, 6-4         |
| 4.  | 30. březen, 2008   | Jersey     | 25 000 $  | tvrdý (h) | Ana Vrljićová      | 6-1, 6-3         |
| 5.  | 6. duben, 2008     | Torhout    | 75 000 $  | tvrdý (h) | Iveta Benešová     | 6-7(5), 6-1, 6-4 |
| 6.  | 26. duben, 2009    | Changwon   | 25 000 $  | tvrdý     | Džunri Namigatová  | 6-3, 6-1         |
| 7.  | 26. září, 2009     | Shrewsbury | 75 000 $  | tvrdý (h) | Katie O'Brienová   | 6-3, 4-6, 6-3    |
| 8.  | 14. únor, 2010     | Midland    | 100 000 $ | tvrdý (h) | Lucie Hradecká     | 5-7, 6-2, 6-3    |
| 9.  | 31. květen, 2010   | Nottingham | 50 000 $  | tráva     | Carly Gulliksonová | 6-2, 6-2         |
| 10. | 6. červen, 2011    | Nottingham | 100 000 $ | tráva     | Petra Cetkovská    | 7-5, 6-3         |
| 11. | 10. červen, 2013   | Nottingham | 50 000 $  | tráva     | Tadeja Majerićová  | 7-5, 7-6         |

### Čtyřhra (4)
| Č. | Datum              | Turnaj     | Dotace   | Povrch    | Partnerka              | Soupeřky ve finále                   | Výsledek            |
| 1. | 21. červenec, 2002 | Valladolid | 25 000 $ | tvrdý     | Natacha Madriantefyová | Leanne Bakerová Manisha Malhotrová   | 6-2, 6-3            |
| 2. | 28. červenec, 2002 | Pamplona   | 25 000 $ | tvrdý (h) | Kelly Ligganová        | Yvonne Doyleová Susanne Triková      | 6-7(6), 7-6(1), 6-3 |
| 3. | 17. říjen, 2004    | Sunderland | 25 000 $ | tvrdý (h) | Jane O'Donoghueová     | Eva Fislová Stanislava Hrozenská     | 6-1, 4-6, 6-2       |
| 4. | 25. září, 2005     | Glasgow    | 25 000 $ | tvrdý (h) | Margit Rüütelová       | Anne Keothavongová Karen Patersonová | 6-3, 6-7(2), 6-2    |

## Fed Cup
Elena Baltachová se zúčastnila 39 zápasů ve Fed Cupu za tým Spojeného království s bilancí 19-9 ve dvouhře a 14-7 ve čtyřhře.

## Postavení na žebříčku WTA na konci sezóny

### Dvouhra
| Rok    | 1999 | 2000   | 2001   | 2002   | 2003   | 2004   | 2005   | 2006   | 2007   | 2008   | 2009  | 2010  | 2011  | 2012   | 2013   |
| Pořadí | 880. | ▲ 397. | ▲ 248. | ▲ 157. | ▼ 373. | ▲ 202. | ▲ 122. | ▼ 347. | ▲ 187. | ▲ 136. | ▲ 89. | ▲ 55. | ▲ 50. | ▼ 172. | ▼ 220. |

### Čtyřhra
| Rok    | 2001 | 2002   | 2003   | 2004   | 2005   | 2006   | 2007   | 2008   | 2009   |
| Pořadí | 401. | ▲ 262. | ▼ 490. | ▲ 355. | ▲ 246. | ▼ 508. | ▲ 365. | ▼ 961. | ▲ 648. |